# 外のふくらみ
『外のふくらみ』（そとのふくらみ）は、つげ義春による日本の漫画作品。1979年5月に、北冬書房の刊行する不定期刊行本『夜行8』に発表された全15頁からなる短編漫画作品である。

## 解説

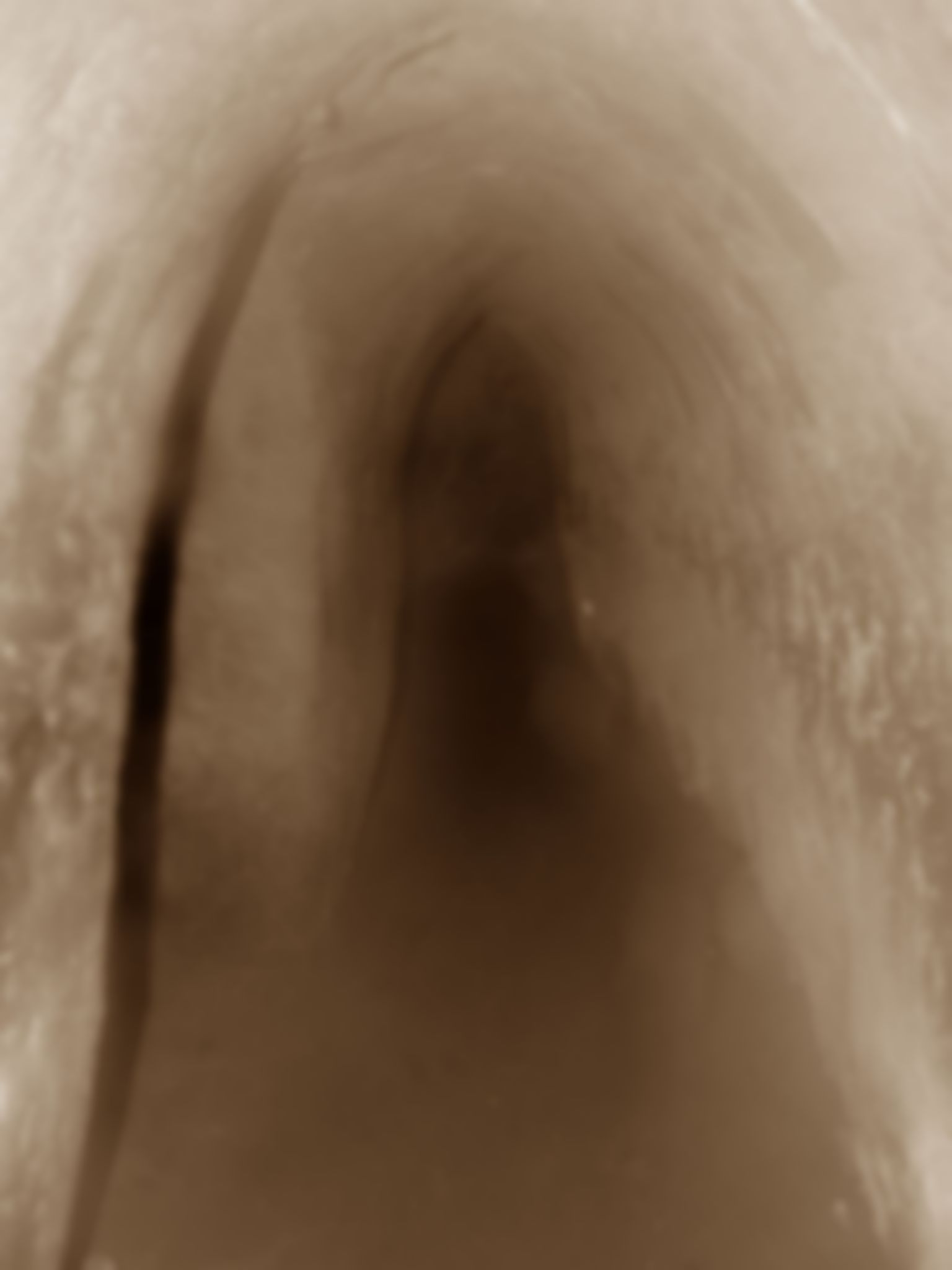
地下道を逃げまどった男は最後は先細りの階段で身動きが取れなくなり絶望する。

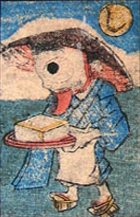
一つ目小僧

1979年、つげ義春42歳のときの作品。当時つげはノイローゼ状態のまま書いていた。この年にはこの作品のほかに『必殺するめ固め』、『会津の釣り宿』、『ヨシボーの犯罪』、『魚石』の5作品を描き上げている。元になった夢は「つげ義春とぼく」（晶文社）1977年に収録されている。
『夢の散歩』に始まり、『夜が掴む』、『アルバイト』、『コマツ岬の生活』と続いた夢を題材にしたいわゆる「夢もの」作品の第5作目。元はカラー作品であった。これはつげがカラーで描いて白黒で出したいとの願望を持っていたが、編集者との間で「せっかくカラーで描いてもったいないから、カラーで出しましょう」という話にまとまり、カラーで発表したものである。
夢を再現したものだが、『夜が掴む』とこの作品では、意味のようなものの表現を意図した。『コマツ岬の生活』や同年9月発表の『ヨシボーの犯罪』では、夢をなぞっただけであったが、この作品では単に夢をなぞるだけではないという気持ちで描いた。ふくらみの感触や不安定感の表現に大変苦労し、ペンだけでの表現は無理で色彩を用いたと北冬書房の編集者の権藤晋は推測している。つげ自身も、この感触を具体的な絵で表現するのは難しいと感じていた。全体にソフトフォーカスがかかったようなぼんやりしたタッチと曲線を多用した絵柄が特徴的で夢の感触を表現している。

## あらすじ
朝、男が目を覚ますと、ひどく外がふくらんでいるような気がする。気にしながらもご飯を炊く。すると窓や扉のすべてから、外が侵入してくる。侵入した外で家がつぶれそうになり、男は布団に隠れるが、外の方が安全と判断し、もがきながらも何とか外へ出る。
外は普段と変りはなかった。男は自転車で行きつけの地下の喫茶店へ行ってみるが、いつしか豪華に変っている。そこは、ヨーロッパ風に改装され、複数の男女がダンスをしている。ボロ自転車を大切そうにかたわらにおいていることが恥ずかしくなった男は外に出ようと考え、店を後にする。店には「地下道出口」と書かれた出口らしきものがあるが、男が入った喫茶店の入口とは全く別の地下道で、男は本当の出口が分からなくなる。
しばらくさまよううちに小さな橋があり、地下道の切れ目には竹やぶと墓地がある。墓の上には一つ目小僧が立っているが、一つ目小僧を初めて見る男は、それが小人であったことに驚く。その瞬間、一つ目小僧は舌をぺろぺろ出し、それに驚いた男は、自転車を捨て地下道を逃げまどう。ようやく四角い小さな階段のある穴を見つけた男は、そこへ逃げ込むが、階段を登るほどにその幅が狭まっていき、ついには体がはまってしまう。男はこんな場所で誰にも知られず死んでしまうのかと途方に暮れる。

## 評価
- 正津勉 - 全く夢の世界だ。タッチがいい[1]。

## その他
- 通常の漫画とは異なるタッチで描いたため、オフセット印刷でないと印刷ができないために、活版や凸版の漫画週刊誌などでは発表できなかった。
- 一時つげは夢日記を付けていたが、絵でも一部記録しているもののほとんどは文章である。つげ自身は、夢の中の出来事は書いている間に印象が変わってしまうので、文章で書くしかない。それでも印象は変わってしまうが、やむを得ない。その微妙なずれがあり残った記録が「夢」と考えるほかない。枕元にノートを置き、目覚めてすぐに記録するが、実際の夢の印象とは違う。しかし、夢を記録する作業は夢を見ながら「起きてすぐに早くメモをしなければと」と意識してしまうため、大変に苦痛を伴う作業となり、その後やめてしまった[1]。